# Andreas Jurgeleit

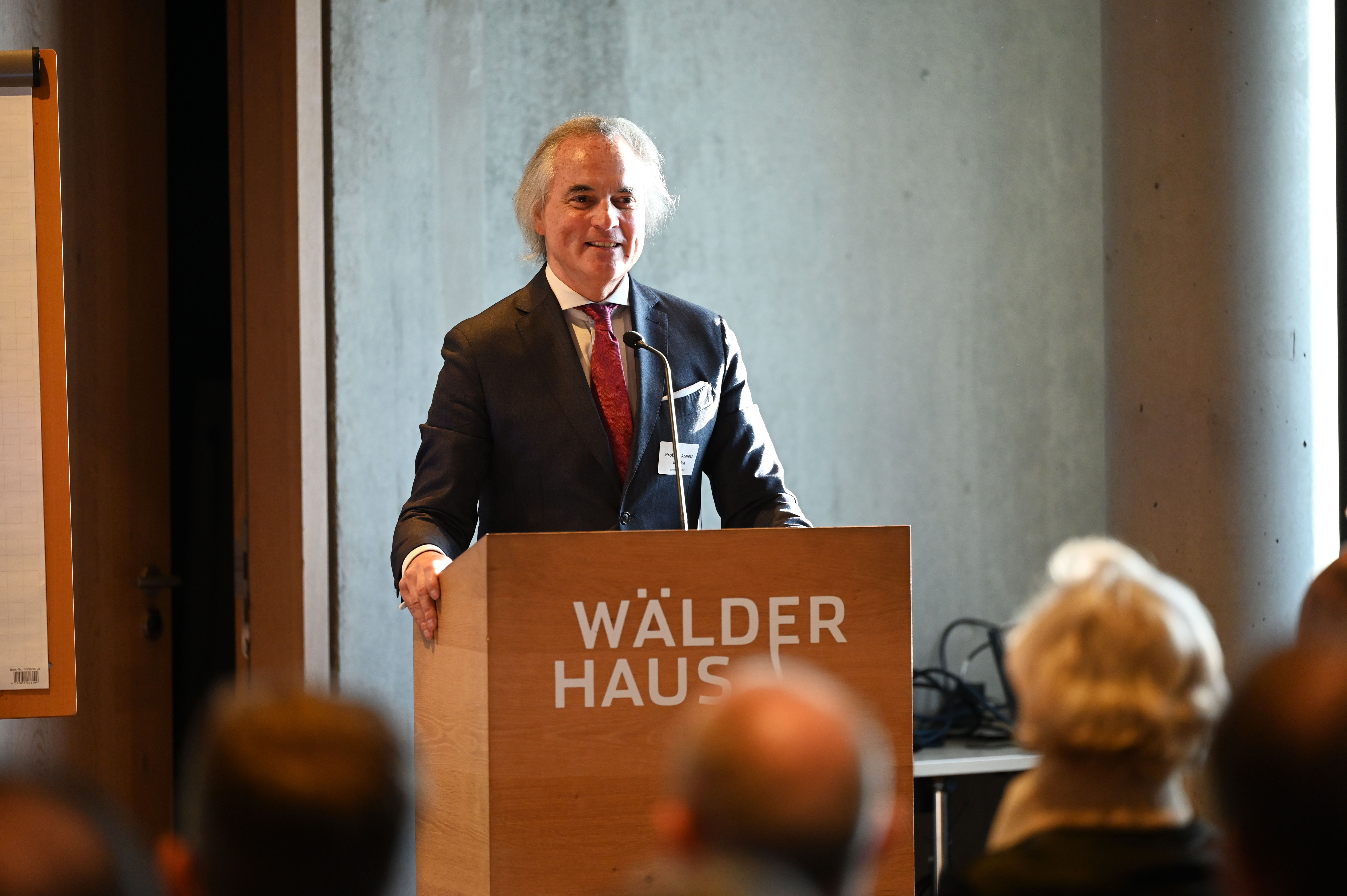
Prof. Dr. Andreas Jurgeleit, Richter am Bundesgerichtshof (2024)

Andreas Jurgeleit (* 20. September 1960 in Bochum) ist ein deutscher Jurist. Er ist seit dem 8. Januar 2013 Richter am Bundesgerichtshof.

## Leben und Wirken
Jurgeleit war nach Abschluss seiner juristischen Ausbildung zunächst knapp ein Jahr als Rechtsanwalt tätig. 1990 trat er in den Justizdienst des Landes Nordrhein-Westfalen ein. Bis 1999 war er – unterbrochen von einer fast dreijährigen Abordnung als Lehrbeauftragter an die Fachhochschule für Rechtspflege in Bad Münstereifel – bei den Amtsgerichten Gelsenkirchen und Essen-Steele sowie beim Landgericht Essen tätig. 1992 wurde er zum Richter am Landgericht Essen ernannt. 1998 wurde er mit der Dissertation Haftung des Drittschuldners an der Ruhr-Universität Bochum promoviert.
Von 2000 bis 2003 war er an das Justizministerium des Landes Nordrhein-Westfalen abgeordnet. Während dieser Zeit erfolgte seine Ernennung zum Richter am Oberlandesgericht Hamm. Seit 2004 war er am Oberlandesgericht Hamm tätig; eine weitere Abordnung an die Verwaltung des Landtags Nordrhein-Westfalen folgte. Zeitweilig war Jurgeleit von der richterlichen Tätigkeit entbunden, um einer Tätigkeit als wissenschaftlicher Mitarbeiter bei der nordrhein-westfälischen CDU-Landtagsfraktion nachgehen zu können. Seit 2009 lehrt er als Honorarprofessor an der juristischen Fakultät der Ruhr-Universität Bochum, zuvor hatte er seit 1997 einen Lehrauftrag innegehabt.
Andreas Jurgeleit ist Herausgeber des Kommentars zum Betreuungsrecht und des Handbuchs zur Freiwilligen Gerichtsbarkeit, beide bei Nomos erschienen. Als Autor war er am Kompendium des Baurechts (Hrsg. Rolf Kniffka, C. H. Beck) beteiligt.
Das Präsidium des Bundesgerichtshofs wies Jurgeleit zunächst dem für das Bau- und Architektenrecht zuständigen VII. Zivilsenat zu.